# Val-d'Oire-et-Gartempe
Val-d'Oire-et-Gartempe is een fusiegemeente (commune nouvelle) in het Franse departement Haute-Vienne (87) (regio Nouvelle-Aquitaine). De plaats maakt deel uit van het arrondissement Bellac. Val-d'Oire-et-Gartempe is op 1 januari 2019 ontstaan door de fusie van de gemeenten Bussière-Poitevine, Darnac, Saint-Barbant en Thiat. 

## Demografie
Onderstaande figuur toont het verloop van het inwonertal (bron: INSEE-tellingen).
Val-d'Oire-et-Gartempe telde in 2017 1671 inwoners.